# Nemertesia sinuosa
Nemertesia sinuosa är en nässeldjursart som först beskrevs av John Fraser 1947.  Nemertesia sinuosa ingår i släktet Nemertesia och familjen Plumulariidae. Inga underarter finns listade i Catalogue of Life.